# Pseudopleuropus indicus
Pseudopleuropus indicus là một loài Rêu trong họ Brachytheciaceae. Loài này được (Dixon) T.Y. Chiang miêu tả khoa học đầu tiên năm 1998.